# Raión de Pidvolochysk
Pidvolochysk (en ucraniano: Підволочиський район) fue un raión o distrito de Ucrania en el óblast de Ternopil. En la reforma territorial de 2020, su territorio fue incluido en el raión de Ternópil.
Comprendía una superficie de 837 km².
La capital era el asentamiento de tipo urbano de Pidvolochysk.

## Demografía
Según estimación 2010 contaba con una población total de 43706 habitantes.

## Otros datos
El código KOATUU es 6124600000. El código postal 47800 y el prefijo telefónico +380 3543.